# Купель

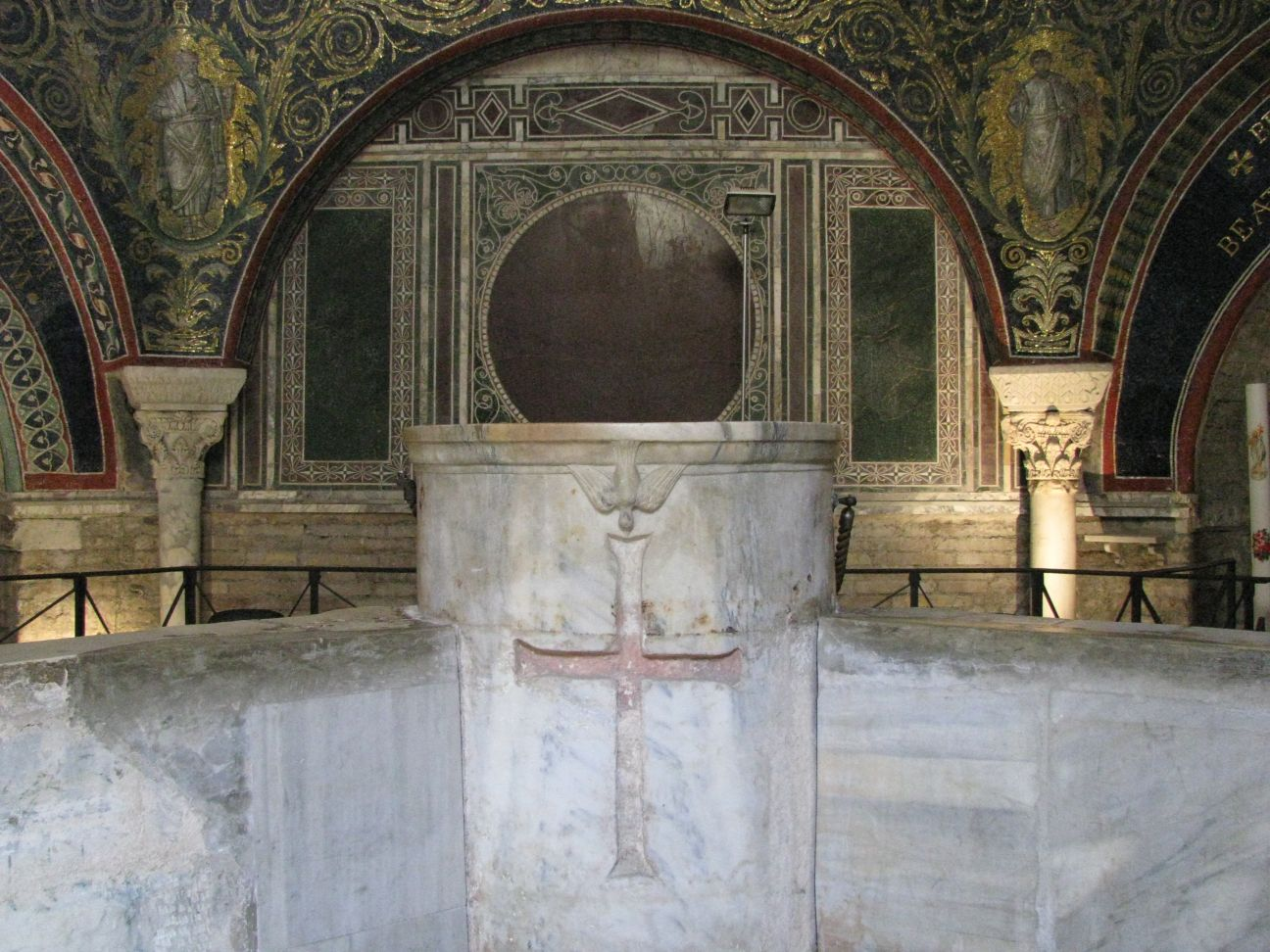
Купель в баптистерии Неоньяно (Равенна)

Купе́ль — большой чашеобразный сосуд. Служит для проведения таинства крещения в христианской церкви. Купель может быть выполнена из различных материалов и играет важную роль в создании внутреннего убранства церковного помещения. Нередко купель является произведением искусства.
«Купелью» иногда называют ещё «иорда́нь» — ледяную прорубь, в которой купаются в праздник Крещения Господня.